# Joël Kimwaki
Joël Kimwaki Mpela (uváděný i jako Joël Kimuaki Mpela; * 14. října 1986, Kinshasa, Zaire, dnešní DR Kongo) je fotbalový obránce z Demokratické republiky Kongo. Od roku 2010 působí v klubu TP Mazembe.

## Klubová kariéra
Kimwaki hrál fotbal ve své vlasti v klubu DC Motema Pembe, odkud v roce 2010 odešel do jiného konžského klubu TP Mazembe. S TP Mazembe se zúčastnil Mistrovství světa ve fotbale klubů 2010 ve Spojených arabských emirátech, kde se s týmem dostal až do finále proti Interu Milán, tam přišla porážka 0:3.

## Reprezentační kariéra
V A-mužstvu DR Kongo debutoval v roce 2009.
Zúčastnil se Afrického poháru národů 2015. Na turnaji vstřelil ve čtvrtfinále proti Konžské republice vítězný gól, DR Kongo zvládlo obrat z 0:2 na 4:2. S týmem získal bronzovou medaili.